# Székely Útkereső
Székely Útkereső Székelyudvarhelyen indult közéleti, művelődési és irodalmi havilap. Első száma 1990. áprirlis 1-jén, az utolsó 1999 végén jelent meg. 

## Története
Felelős/főszerkesztője Beke Sándor, az Erdélyi Gondolat Kiadó vezetője, kiadója a Székely Útkereső Kulturális Egyesület. Köteteinek szerkesztői: Balázsi Dénes, Csire Gabriella, Csomortáni Magdolna, Deák Zoltán, Gyöngyössy János, Kelemen Katalin, Kozma Mária, Lőrincz József, Pálhegyi Pál, Páll Szilárd, Ráduly János, Róth András Lajos, Szállasy János. Munkatársainak bőséges névsorában az ország minden tájáról toborzott hazai (Molnárné Hubbes Éva, Csire Gabriella, Tankó Gyula, stb.) szerzőkön kívül magyarországiak (Bakay Kornél, Csiki László, Hajdú Gábor, Horpácsi Sándor, Görömbei András, Nagy Gáspár), kárpátaljaiak (Penckófer János), felvidékiek (Liszka József) mellett Svájcból Csihák György is szerepelt.
Tartalmilag változatos, a szépirodalom mellett legbővebben néprajzi fogantatású, történelmi, helytörténeti, tájföldrajzi, nyelvészeti, vallási tárgyú írásokat, gyakran népi hagyománygyűjtéseket jelentetett meg. Közölt gyermekirodalmat is.
1994-ben addigi évfolyamainak anyagából kiadta a Székely Útkereső Antológiát.
A Székely Útkereső folyóirat megszűnése után addig szórványos kiadványsorozata, a Székely Útkereső Kiadványok került tevékenységének középpontjába, amelyben előzőleg mindössze egy kötetet adott ki: Vass László Levente hátrahagyott verseit (Egyedül az éjszakában. 1991). 1998-ban egyszerre 10 kiadvány jelent meg a sorozatban, köztük Gábor Dénes: Gondolatok a Székely himnuszról, Ráduly János: Nemzeti kincsünk – a rovásírás, Tankó Gyula: Gyimesi csángó népszokások, Nagy Olga: Hamupipőke igazsága, avagy mit tanulhattok a mesétől, mellettük Barabás László marosszéki népszokásgyűjteménye (Karácsonytól pünkösdig), P. Buzogány Árpád és Kész Csaba Levente egy-egy székely anekdotagyűjteménye (Kicsi szamár, nagy szamár, Krokodilok a Küküllőben). 1999-től évente ismét egy-két kötetet kínál az olvasóknak: István Lajos a korondi népi gyógymódokról, illetve a korondi aragonitbánya történetéről (1999), Kisgyörgy Imre a régi és mai kopjafákról (2001), Kovács Piroska a székelykapukról (2003), Bán Anna Erdély és a székely székek címereiről (2005) adott ki kötetet; P. Buzogány Árpád kőrispataki népdalokat (2001), Gálfalvi Gábor Székelykeresztúr környéki lakodalmi verseket (2000) rendezett sajtó alá; Brauch Magda Beke Sándor istenes költészetét elemezte önálló tanulmányban.
Indulásának 15. évfordulójára jelent meg Beke Sándor Székely Útkereső – szellemi műhely a XX. század végén Erdélyben című, a folyóirat és a kiadó történetét bőségesen dokumentáló kötete.